# Demos

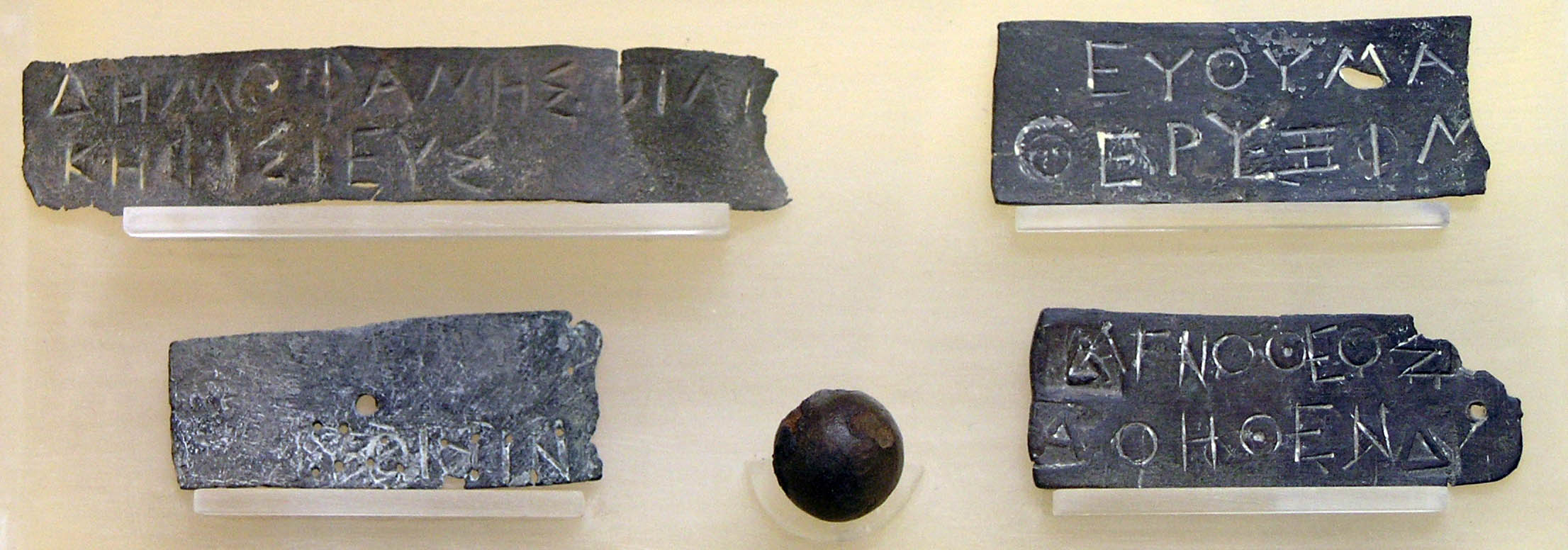
Pinakia, tauletes identificatives (nom, cognom, demos) emprades, per exemple, per triar un jurat. Museu de l'Àgora d'Atenes.

A l'antiga Atenes, un demos o dem (del grec antic δῆμος) indicava, originalment, un districte o territori; per extensió, també una zona de terreny delimitat. Aquest mot procedeix del dialecte jònic, en el qual volia dir 'territori habitat i cultivat'; aviat es va aplicar també a tot un districte, incloses les zones urbanes.
Els dems es van agrupar amb altres de la mateixa àrea per a formar els trittis, grups administratius de població més grans, els quals es van agrupar una segona vegada per formar les deu tribus (phyles) d'Atenes. Cada tribu estava formada per tres trittis, un de cada regió: la urbana, la litoral i la d'interior.

## Establiment i atribucions
A l'Àtica els dems van ser subdivisions de les tribus i la seva institució s'atribuí a Teseu. Inicialment les tribus eren quatre, que en temps de Clístenes es van substituir per deu, cadascuna dividida en deu dems (equivalents a parròquies) amb una ciutat més o menys important com a capçalera; els atenencs estaven enrolats en algun dels demos excepte els que eren nadius de la mateixa Atenes. Els dems eren cent, però en temps d'Estrabó havien passat a 174. Els noms dels dems eren agafats de les diferents ciutats (com Marató, Eleusis i altres) o de noms de clans com Dedàlides, Butades, etc. El demos més gran era el d'Acarnes, que en temps de la guerra del Peloponès proveïa tres mil soldats.
Cada demos funcionava fins a cert grau com una polis en miniatura i, de fet, alguns dems com Marató o Eleusis eren ciutats importants. Cada demos tenia un demarcos encarregat de supervisar els assumptes propis, també hi havia funcionaris civils, religiosos i militars per a cada demos. Les dems tenien festivitats pròpies, recaptaven i administraven els seus ingressos econòmics.

## La reforma de Clístenes i modificacions

### Primer període: 508 – 307/306 aC
Clístenes va dividir el territori en tres zones: (1) urbana (ἄστυ, asty o astu),(2) costanera (παραλία, paralia) i (3) interior (μεσογαία, mesogaia) i els 139 dems es van organitzar en trenta grups anomenats trittis, deu per cada zona, i en deu tribus (phyle) cada trittis.
Clístenes també va reorganitzar la bulé, que era l'assemblea deliberant. Amb la seva reforma va passar dels 400 membres de l'època de Soló als 500 membres, 50 procedents de cada tribu, i cada demos tenia una quota o nombre de representants establerts per anar a la bulé.
Les deu tribus portaven noms d'herois i tenien un ordre establert: 
1. Erectea (Ἐρεχθηΐς), anomenada així per Erecteu
2. Egeida (Αἰγηΐς), per Egeu
3. Pandiònida (Πανδιονίς), per Pandíon
4. Leòntida (Λεοντίς), per Leos, fill d'Orfeu
5. Acamàntida (Ἀκαμαντίς) per Acamant
6. Eneida (Οἰνηΐς), per Eneu
7. Cecròpia (Κεκροπίς) per Cècrops
8. Hipotòntida (Ἱπποθοντίς) per Hipotoont, rei d'Eleusis
9. Aiàntida (Αἰαντίς) per Àiax
10. Antiòquida (Ἀντιοχίς) per Antíoc, fill d'Hèracles

### Segon període: 307/306 – 224/223 aC
Del 307/306 al 224/223 aC el sistema es va modificar per incloure les dues tribus de Macedònia: l'onzena, XI-Antigònida, i la desena, XII-Demètrias, que portaven aquests noms en honor d'Antígon el Borni i Demetri Poliorcetes respectivament. La bulé es va incrementar fins a tenir sis cents membres. Cadascuna de les deu tribus, excepte l'Aiàntida, estava formada per 3 dems (que no corresponien sempre necessàriament a cadascun dels tres trittis, és a dir, podien ser dues de l'interior i una urbana, però cap del litoral); la contribució de l'Aiàntida es va substituir amb dos dems, la Leòntida i l'Egeida.
El nombre de membres que cada ciutat aportava a la bulé es va adaptar proporcionalment.

### Tercer període: 224/223 – 201/200 aC
La tribu grega en territori egipci, va esdevenir la tretzena, XIII-Ptolemais, anomenada així en honor de Ptolemeu III Evergetes I i es va crear l'any 224/223 aC. Els membres de la bulé van augmentar fins a sis cents; cadascuna de les dotze tribus va participar amb una demos per formar aquesta tribu. A més, es va fundar una nova ciutat, Berenikidai, que portava el nom de l'esposa de Ptolemeu, Berenice II d'Egipte.

### Quart període: 201/200 aC – 126/127 dC
L'any 201/200 aC les tribus macedònies es van dissoldre i les ciutats, excepte les dues que es van transferir a Ptolemais, van tornar a la primitiva organització. A la primavera del 200 aC es va crear la tribu catorzena, XIV-Attalis, que portava el nom de l'heroi Àtal I de Pèrgam, seguint l'esquema aplicat al territori egipci: cada tribu aportava una demos i la nova demos creada es va dir Apollonieis, en honor d'Apol·lonis, esposa d'Àtal I de Pèrgam.
En conseqüència tornava a haver-hi dotze tribus i sis cents representants a la bulé. Des d'aquest període es va deixar d'assignar una quota de representants diferent per a cada demos, sinó que es va establir el nombre de 50 representants per tribu a la bulé.

### Cinquè període: 126/127 – s.III
La darrera modificació es va fer l'any 126/127 i va perdurar fins al segle iii. La tribu quinzena, XV-Hadrianis, que es va anomenar així per honorar l'emperador Hadrià es va crear de la següent manera: cada tribu va contribuir amb un demos i es va fundar la ciutat d'Antinoeis en memòria Antínous, amic íntim de l'emperador.
En aquesta època cada tribu contribuïa amb quaranta membres a la bulé.

## Representació en la bulé
Als tres primers períodes hi havia un sistema detallat de quotes diferents per cada tribu que, en essència, van romandre sense canvis. No hi ha cap prova que faci pensar en una redistribució general de les quotes durant els tres primers períodes, mentre que si que hi ha evidències que indiquen petites variacions en la quota entre el primer i el segon període.
Més concretament les variacions van ser:
307/306 aC, 24 dems van augmentar en un representant més en la bulé, tretze dems en dos, cinc o tres, sis dems en qautre i la tribu de la Paiania Inferior en 11. No hi ha cap exemple de disminució en el nombre de representants.
224/223 aC quatre dems van augmentar en un representant més, un dems en dos, tres dems en quatre; dels 56 dems que es coneix quina quota tenien, una en el tercer període la van mantenir invariable durant els tres primers períodes.
Pel que fa als dos últims períodes, el material recollit il·lustra el col·lapse total del sistema de quotes des de l'any 201/200 aC.

## A la darreria de l'Imperi Romà
Algunes llistes de dems fan pensar que la llista de l'any 139 es va ampliar amb 43 més, quan es té en compte els noms de les quals són considerades per alguns autors com a dems de l'Àtica. L'estudi crític fet per John S. Traill mostra que 24 són el resultat d'una errada, ja fos en l'antiguitat, posterior, o actual, o males interpretacions  i 19  són ben conegudes, principalment mitjançant la informació aportada d'inscripcions dels segles ii i iii, són del quart període i, per motius polítics, originàriament depenien de les dems establertes per Clístenes.

## Dems homònims i subdivisions
Hi va haver sis parells de dems homònims:
- Halai Araphenides (VII-Kekropis) i Halai Aixonides (II-Aigeis).
- Oion Dekeleikon (VIII-Hippothontis; posteriorment XIII-Ptolemais, XIV-Attalis) i Oion Kerameikon (IV-Leontis; afiliada amb la XII-Demetrias en el període macedoni).
- Eitea: hi havia dos dems amb aquest nom, però no se'n coneix cap modificació. Un delsd' Eitea estava relacionat amb el V-Acamantis, posteriorment XI-Antigonis i XV-Hadrianis; l'altre Eitea estava relacionat amb elX-Antiochis.
- Oinoe: en aquest cas tampoc es coneix cap modificació; un tenia relació amb la VIII-Hippothontis, posteriorment XII-Demetrias i XIII-Ptolemais; l'altre estava relacionat amb el IX-Aiantis, posteriorment XIV-Attalis i el XV-Hadrianis.
- Kolonai: sense modificacions conegudes; un demos estava relacionat amb la IV-Leontis; l'altre amb elX-Antiochis, posteriorment XI-Antigonis i XIII-Ptolemais.
- Eroiadai: sense modificacions conegudes, estaven relacionades amb elVIII-Hippothontis i elX-Antiochis.

Hi va haver sis dems amb subdivisions, generalment de tres parts:
- Agryle, subdividit en Superior, Inferior (I-Erechtheis) més l'Agryle pròpiament dita; no hi ha prou informació per saber quina de les tres va ser la transferida a XI-Antigonis i que va tornar a formar part d'Agryle cap a finals del període macedoni; posteriorment una de les subdivisions es va transferir a la XIV-Attalis.
- Lamptrai, subdividit en Superior i Inferior o Costanera (I-Erechtheis); la Lamptrai Superior va ser transferida a la XI-Antigonis i va tornar a ser Lamprai a finals del període macedoni.
- Pergase, subdividit en Superior i Inferior (I-Erechtheis); una d'elles (no hi ha prou informació per saber quina) va ser transferida a la XI-Antigonis però va tornar a ser Pergase a finals del període macedoni.
- Ankale: no es coneixen el nom de les subdivisions, però es pressuposa que seria Superior i Inferior. Una secció, potser l'Ankale Superior, va ser transferida a la XI-Antigonis però va tornar a ser Ankale a finals del període macedoni.
- Paiania, Superior i Inferior (III-Pandionis); es van transferir a XI-Antigonis i va tornar a ser Paiania a finals del període macedoni.
- Potamos tenia tres subdivisions, Potamos Superior, Potamos Inferior i Potamos Deiradiotes (IV-Leontes); durant el període macedoni Potamos Deiradiotes va pertànyer a la XI-Antigonis, i la Potamos Inferior a la XII-Demetrias